# بوب تشيرشل
بوب تشيرشل (بالإنجليزية: Bob Churchill)‏ هو لاعب رماية بريطاني، ولد في 1939، وتوفي في 20 يونيو 2015.

## وصلات خارجية
- بوب تشيرشل على موقع أوليمبيديا (الإنجليزية)
- بوب تشيرشل على موقع اللجنة الأولمبية البريطانية (الإنجليزية)